# Rütger Wachtmeister (1906–1993)
Fredrik Rütger Wachtmeister, född 9 november 1906 i Stockholm, död 31 oktober 1993 i Lidingö, var en svensk greve och sjöofficer.

## Biografi
Wachtmeister var son till kapten, greve Fritz Gerhard Hansson Wachtmeister och grevinnan Christina Birgitta Barnekow. Han tog studentexamen 1925, sjöofficersexamen 1929 och gick på Gymnastiska Centralinstitutet 1931-1932 samt Kungliga Sjökrigshögskolan 1935-1936. Wachtmeister företog långresor med flottans fartyg och hade artilleritjänst samt tjänst som idrottsofficer. Han var från 1942 första lärare i gymnastik och idrott vid Kungliga Sjökrigsskolan. Wachtmeister var sekreterare i flottans och Kungliga Sjökrigsskolans idrottsförening, styrelseledamot i Studenternas IF, KFUM:s Scoutförbund och Svenska Frisksportförbundet med mera.
Wachtmeister gifte sig med Margit Christina Broms (1911-1993). Han var far till Johan Christer (född 1937), Erland Carl Rutger (född 1939) och Birgitta Christina Wendela (född 1942). Wachtmeister avled 1993 och gravsattes på Lidingö kyrkogård.

## Utmärkelser
Wachtmeisters utmärkelser:
- Sveriges militära idrottsförbunds silvermedalj (SvmifbSM)
- Diverse idrotts- och skyttemedaljer